# 消耗戦
消耗戦（しょうもうせん、英語: Attrition warfare）とは、戦争時における交戦状態のひとつ。戦闘の決定的な主導権をどちらも握れないまま、長期継続的に同一地点に戦力を投入し続けて損害を出し続ける状態、あるいは強固に防衛された要塞など一地点の攻略のために、攻撃側が長期継続的に多大な損害を出しながら攻撃を続けることを言う。非対称戦以前の大規模戦闘で多く見られ、第二次大戦における独ソ戦や太平洋戦線ではソロモン諸島の戦いがその典型とされる。海軍記者の伊藤正徳は損害が累積する様子を「吸血戦」と例えた。《光人社、連合艦隊の最後》

## 消耗戦の発生
消耗戦は、戦略的に重要な都市や、高地・丘など有利な地形をめぐる戦闘で発生する可能性が高い。
通常、攻撃軍はこうした地点に対しては機動的に包囲し、防御軍の兵站線を断ったうえで攻撃、防御軍を壊滅・降伏せしめて占領し、次目標に向かって進攻を再開する、索敵・包囲・殲滅・進攻の反復をもって運動する。包囲が完成した時点で防御軍は持久戦を強いられ、味方が攻撃軍の包囲を突破して救援に訪れるか、何らかの形で人員・武器・弾薬・食料の補給が行われるまで抵抗を続けなければならない。
その過程で一時的に攻防の膠着状態が現出するが、防御軍の兵站線が切れている状態では、持久戦においての防御軍有利の原則があっても、陥落までの時間が短期か長期かの時間の問題となる。消耗戦は、この「包囲」が不完全な状況において、もっとも発生の可能性が高くなる。